# Pessines
Pessines is een gemeente in het Franse departement Charente-Maritime (regio Nouvelle-Aquitaine) en telt 758 inwoners (2005). De plaats maakt deel uit van het arrondissement Saintes.

## Geografie
De oppervlakte van Pessines bedraagt 9,0 km², de bevolkingsdichtheid is 84,2 inwoners per km².
De onderstaande kaart toont de ligging van Pessines met de belangrijkste infrastructuur en aangrenzende gemeenten.

## Demografie
Onderstaande figuur toont het verloop van het inwonertal (bron: INSEE-tellingen).